# Quỹ Xã hội Mở
Quỹ Xã hội Mở (tiếng Anh: Open Society Foundations) (OSF), tên trước đó là Open Society Institute, là một mạng lưới quốc tế của các quỹ và các chương trình được trợ giúp tiền bạc bởi nhà tỷ phú George Soros. Open Society Foundations trợ giúp tài chính cho các tổ chức xã hội dân sự trên khắp thế giới, với mục đích hỗ trợ công lý, giáo dục, y tế công cộng, và truyền thông độc lập. Kể từ khi thành lập vào năm 1993, OSF tường trình đã chi phí trên $11 tỷ. Tên tổ chức lấy tên từ tựa cuốn sách của Karl Popper, được viết vào năm 1945, The Open Society and Its Enemies (Xã hội mở và những kẻ thù của nó).
Vào ngày 17 tháng 10 năm 2017, George Soros chuyển 18 tỷ đô la cho Quỹ, một động thái làm thay đổi cả tổ chức từ thiện mà ông thành lập lẫn công ty đầu tư cung cấp tài sản cho ông.

## Lịch sử
Vào ngày 28 tháng 5 năm 1984, Soros ký một hợp đồng giữa Quỹ Soros (New York) và viện hàn lâm khoa học Hungary, lập ra quỹ Soros Budapest. Sau đó nhiều quỹ được thành lập trong vùng này giúp đỡ các quốc gia từ bỏ chế độ Cộng sản.
Open Society Institute được thành lập vào năm 1993 để liên kết các quỹ Soros ở Trung và Đông Âu cũng như các nước mà trước đây thuộc Liên Xô. Vào tháng 8 năm 2010, nó đổi tên thành Open Society Foundations (OSF) để có thể phản ảnh tốt hơn vai trò của nó trong việc giúp đỡ tài chính cho các nhóm xã hội dân sự trên khắp thế giới.